# Jean-Claude Sandrier
Jean-Claude Sandrier (ur. 7 sierpnia 1945 w Gannat) – francuski polityk, deputowany, członek Francuskiej Partii Komunistycznej.

## Działalność polityczna
Sandrier wstąpił do partii komunistycznej w 1977 roku. Wówczas został radnym miasta Bourges, którego w latach 1989–1995 był merem. W tym samym okresie pełnił funkcję radnego departamentu Cher.
1 czerwca 1997 został wybrany na deputowanego do Zgromadzenia Narodowego z listy Francuskiej Partii Komunistycznej. Po reelekcji w 2002 oraz 2007 funkcję tę pełni do dziś. Od 17 czerwca 2007 jest przewodniczącym koła parlamentarnego zrzeszającego Komunistów, Zielonych, Partię Lewicy oraz Ruchu na rzecz Niepodległości Martyniki.